# آلبالو
آلبالو نام درخت و میوه‌ای است بومی جنوب غرب آسیا و اروپا با (نام علمی: Prunus cerasus). میوه آن ترش مزه و سرخ رنگ و بسیار لذیذ است. بلندی درخت آن ۳ تا ۱۰ متر است.
صد گرم آلبالو ۱۶ گرم مواد قندی، ۰/۸۵ گرم پروتئین و ۸/۶ کالری دارد. به‌علاوه صد گرم آن حدود ۵۰ میلی‌گرم کلسیم، ۲۰ میلی‌گرم فسفر، ۱ میلی‌گرم آهن، ۴۰۰ واحد بین‌المللی ویتامین آ، ۰/۱۴ میلی‌گرم تیامین، ۰/۱۲ میلی‌گرم ریبوفلاوین، ۵ میلی‌گرم ویتامین C و نیز مقداری سدیم، منیزیم، پتاسیم، مس، روی و املاح دیگر دارد . برای آلبالو خواص زیادی ذکر کرده‌اند که از جمله می‌توان به ارزش آن در درمان التهاب کلیه، سلامتی قلب، ناراحتی های کبد، معده و روده و نیز بیماری‌های تبدار اشاره کرد. دم کرده آلبالو خاصیت ادرارآور داشته و از قدیم به ارزش آن توجه داشته‌اند. از آلبالو برای تهیه آلبالو پلو، اشکنه آلبالو، شربت آلبالو و ترشی آلبالو و یکی از پر طرفدارترین لیکورهای جهان ویشنوکا و مربا البالو و موارد دیگر استفاده می‌شود.

## کاربرد

### آشپزی
از آلبالوهای ترش خشک شده در آشپزی از جمله سوپ، گوشت خوک ،کیک، تارت و پای استفاده می‌شود.
از آلبالو یا شیرهٔ آلبالو در لیکورها یا نوشیدنی‌ها استفاده می‌شود. در ایران، ترکیه، یونان و قبرس با درآوردن هستهٔ آلبالو و جوشاندن آن با شکر مربا درست می‌کنند. با مخلوط کردن آب مربای آلبالو و آب خنک شربت درست می‌کنند.

## تولید
| رتبه       | کشور         | تولید     |
| ---------- | ------------ | --------- |
| ۱          | روسیه        | ۱۹۸٬۰۰۰   |
| ۲          | اکراین       | ۱۸۲٬۸۸۰   |
| ۳          | ترکیه        | ۱۸۲٬۵۷۷   |
| ۴          | لهستان       | ۱۷۶٬۵۴۵   |
| ۵          | ایالات متحده | ۱۳۷٬۹۸۳   |
| ۶          | ایران        | ۱۱۱٬۹۹۳   |
| ۷          | صربستان      | ۹۳٬۹۰۵    |
| ۸          | مجارستان     | ۹۱٬۸۴۰    |
| ۹          | ازبکستان     | ۴۵٬۰۰۰    |
| ۱۰         | آذربایجان    | ۲۵٬۶۶۹    |
|            | دنیا         | ۱٬۳۶۲٬۲۳۱ |
| منبع: فائو |              |           |

## نگارخانه

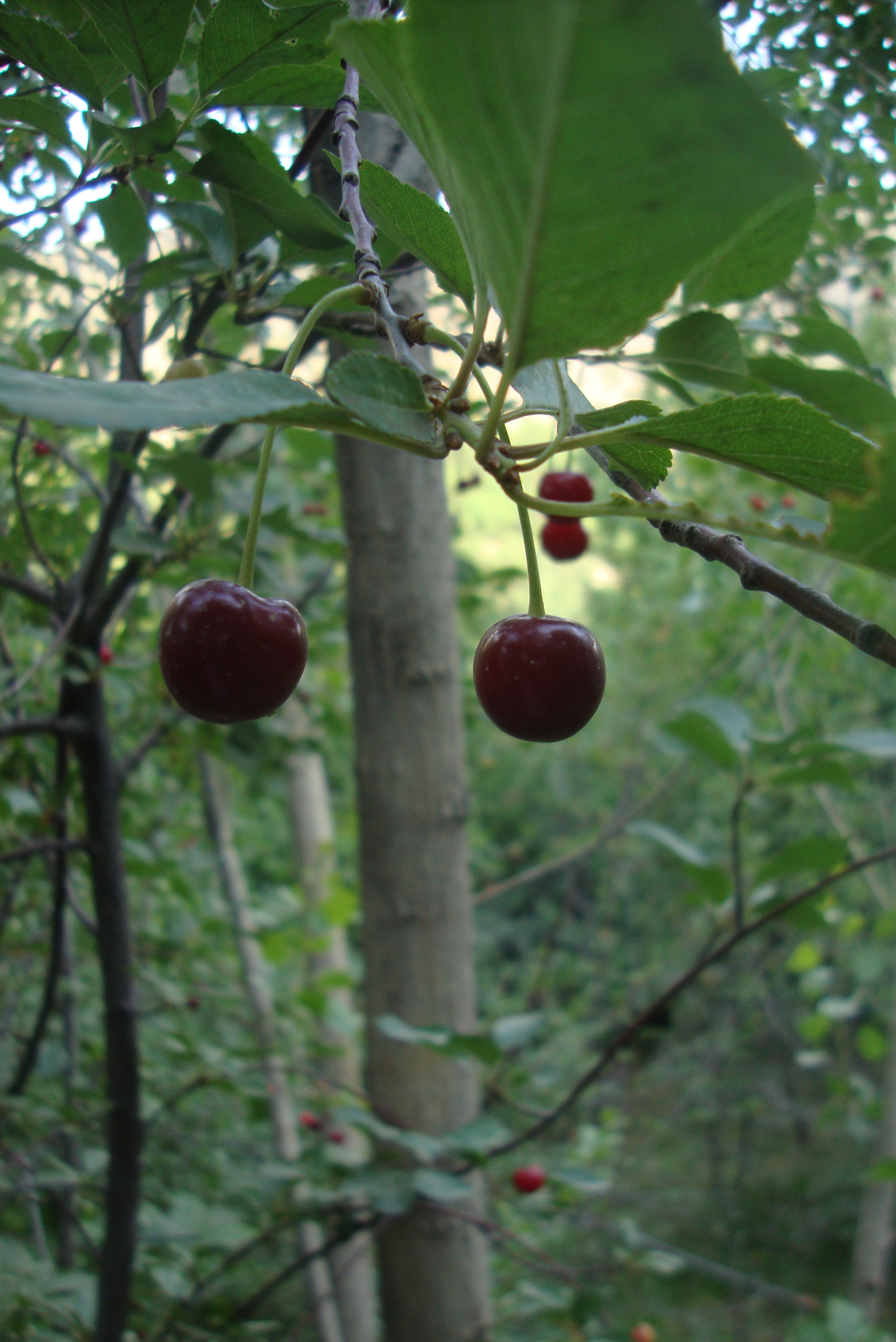
میوه آلبالو و برگ‌های آن
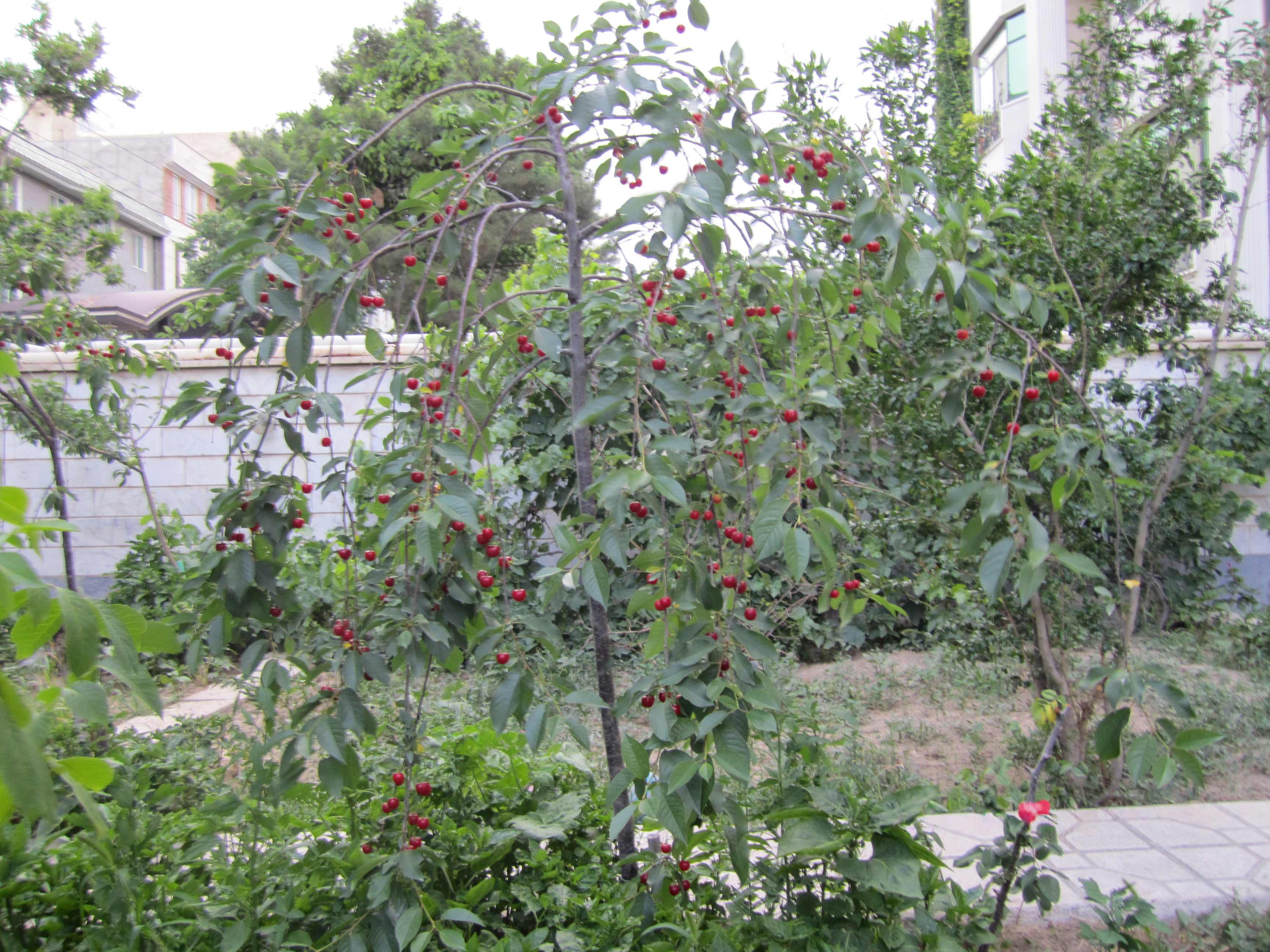
یک درخت کوچک آلبالو در کرج
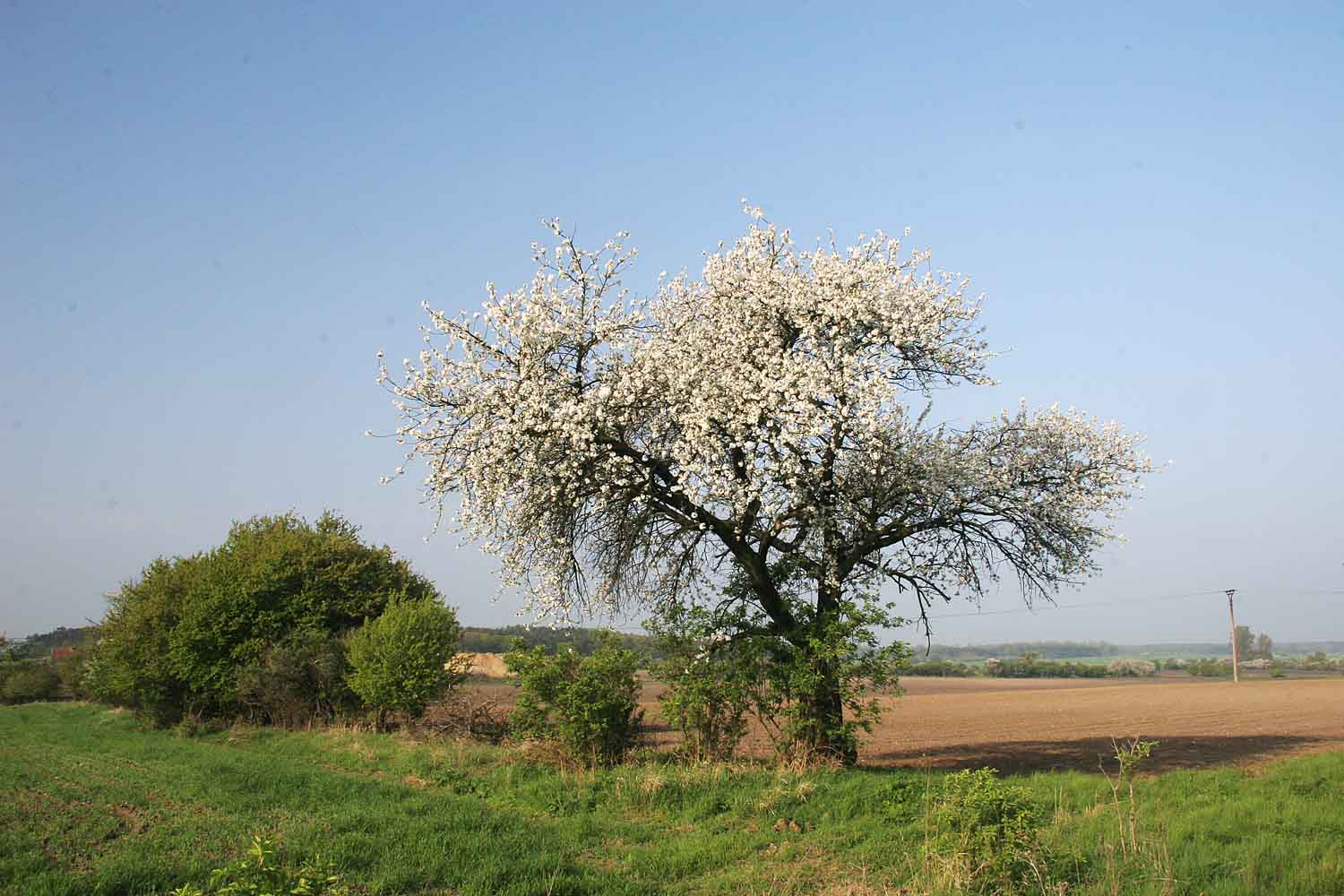
درخت آلبالو
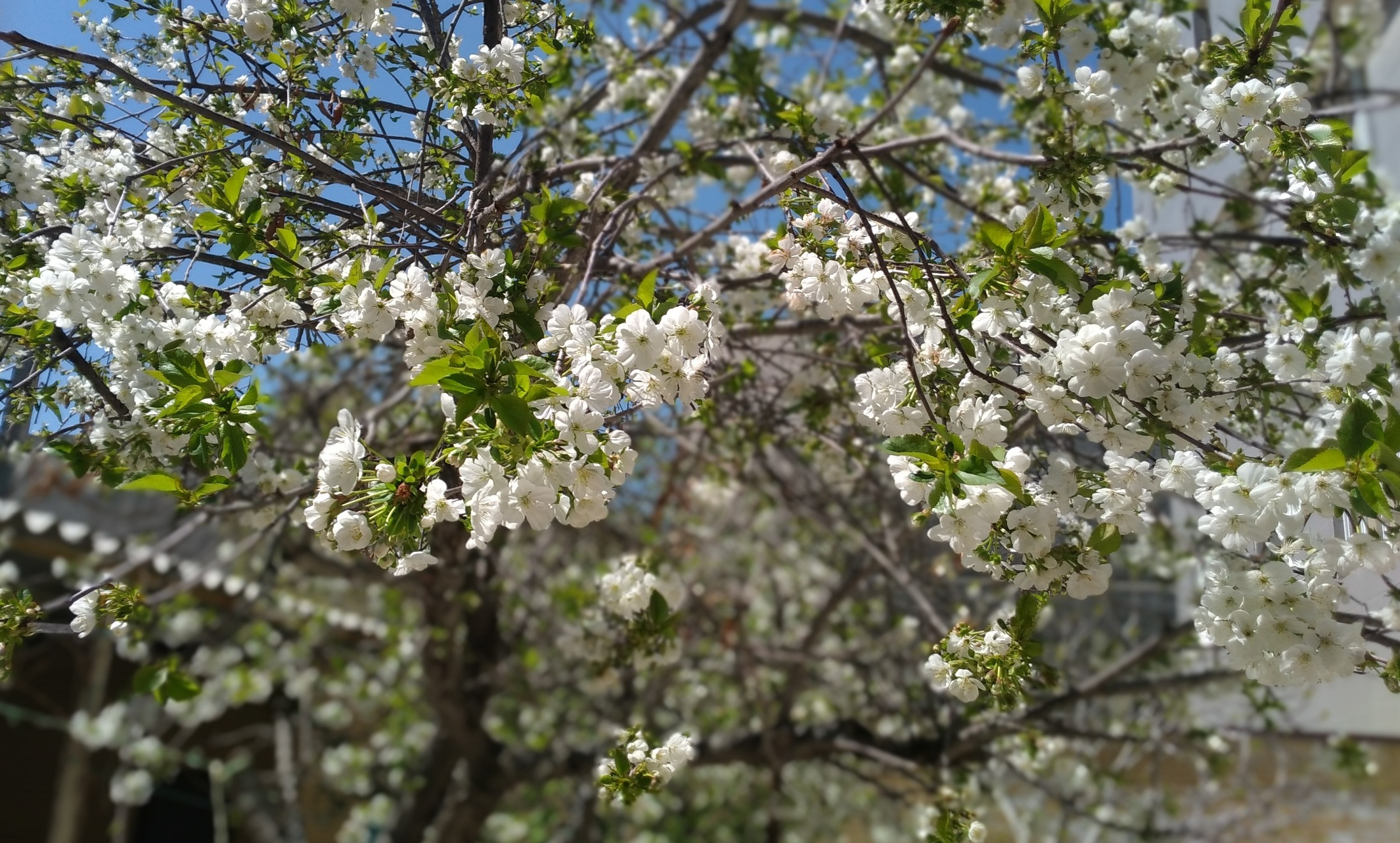
شکوفه آلبالو
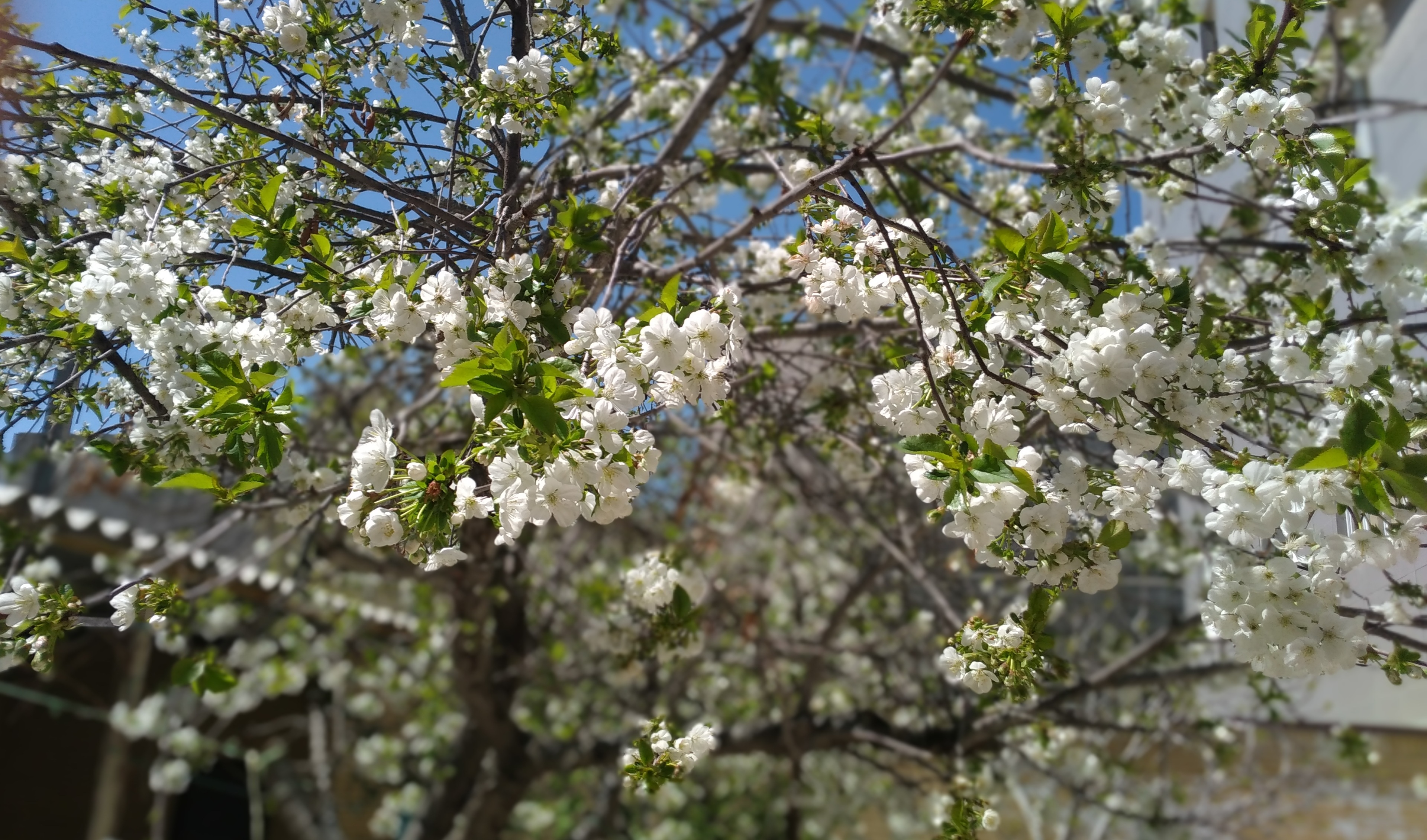
شکوفه آلبالو
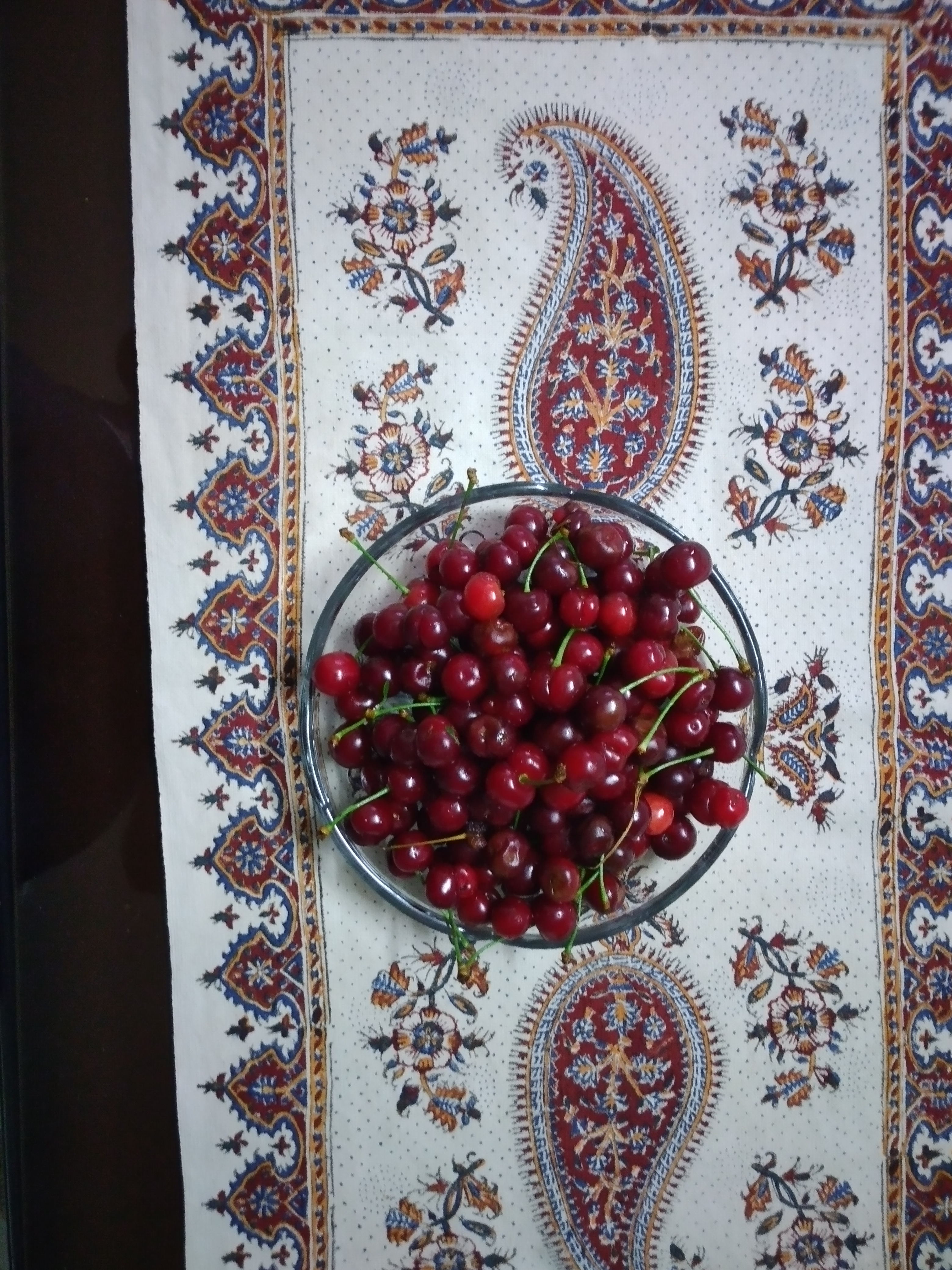
آلبالو